# Гордонсвілл (Вірджинія)
Гордонсвілл (англ. Gordonsville) — місто (англ. town) в США, в окрузі Орандж штату Вірджинія. Населення — 1402 особи (2020).

## Географія
Гордонсвілл розташований за координатами 38°8′8″ пн. ш. 78°11′15″ зх. д. / 38.13556° пн. ш. 78.18750° зх. д. (38.135552, -78.187406).  За даними Бюро перепису населення США в 2010 році місто мало площу 2,40 км², з яких 2,39 км² — суходіл та 0,00 км² — водойми.

## Демографія
Згідно з переписом 2010 року, у місті мешкало 1496 осіб у 632 домогосподарствах у складі 388 родин. Густота населення становила 624 особи/км².  Було 710 помешкань (296/км²).
Расовий склад населення:
| - 70,7 % — білих - 23,7 % — чорних або афроамериканців - 0,5 % — азіатів - 2,5 % — осіб інших рас |

До двох чи більше рас належало 2,5 %. Частка іспаномовних становила 4,3 % від усіх жителів.
За віковим діапазоном населення розподілялося таким чином: 24,4 % — особи молодші 18 років, 60,0 % — особи у віці 18—64 років, 15,6 % — особи у віці 65 років та старші. Медіана віку мешканця становила 40,8 року. На 100 осіб жіночої статі у місті припадало 84,0 чоловіків;  на 100 жінок у віці від 18 років та старших — 80,1 чоловіків також старших 18 років.
Середній дохід на одне домашнє господарство  становив 48 280 доларів США (медіана — 35 000), а середній дохід на одну сім'ю — 68 305 доларів (медіана — 56 058). За межею бідності перебувало 15,6 % осіб, у тому числі 16,5 % дітей у віці до 18 років та 24,5 % осіб у віці 65 років та старших.
Цивільне працевлаштоване населення становило 858 осіб. Основні галузі зайнятості: освіта, охорона здоров'я та соціальна допомога — 33,4 %, роздрібна торгівля — 16,9 %, виробництво — 12,4 %.